# Marco Brunetti
Marco Brunetti (Turim, Itália, 6 de julho de 1962) é um clérigo italiano e bispo católico romano de Alba.
Marco Brunetti cresceu no bairro Nichelino de Turim e ingressou no seminário de meninos de Giaveno para cursar o ensino fundamental e médio. Ele então entrou no seminário e estudou na Faculdade Teológica do Norte da Itália. Ele também se formou no Instituto Internacional de Teologia do Camillianum em Roma. Em 7 de junho de 1987 recebeu o Sacramento da Ordem para a Arquidiocese de Turim.
Além de várias tarefas na pastoral paroquial, liderou a pastoral dos doentes na Arquidiocese de Turim desde 1996 e desde 2006 na região eclesial do Piemonte. Em 2010 foi nomeado cônego do Capítulo Metropolitano da Catedral de Turim.
Em 21 de janeiro de 2016, o Papa Francisco o nomeou Bispo de Alba. O arcebispo de Turim, Cesare Nosiglia, o consagrou bispo em 13 de março do mesmo ano. Co-consagradores foram o Arcebispo de Turim, cardeal Severino Poletto, e seu antecessor em Alba, Giacomo Lanzetti.